# Poncho al viento
Poncho al viento es el álbum debut de la cantautora Soledad Pastorutti. El disco alcanzó la certificación de disco de diamante en Argentina. El disco ha vendido más de 900 000 copias.

## Lista de canciones
| N.º | Título                                          | Escritor(es)                                 | Duración |  |
| 1.  | «Salteñita de los Valles»                       | Horacio Guarany                              | 2:43     |  |
| 2.  | «Entre a mi pago sin golpear»                   | Carlos Carabajal y Pablo Trullenque          | 2:35     |  |
| 3.  | «Por las Costas Entrerrianas»                   | Horacio Guarany                              | 3:20     |  |
| 4.  | «El duende del Bandoneón»                       | Pedro Favini y Oscar Mazzanti (Oscar Valles) | 2:40     |  |
| 5.  | «Pilchas Gauchas»                               | Orlando Vera Cruz                            | 4:33     |  |
| 6.  | «Alma, Corazón y Vida» (con Natalia Pastorutti) | Adrián Flores                                | 2:38     |  |
| 7.  | «Rosario de Santa Fé» (con Natalia Pastorutti)  | Agustín Irusta y Lito Bayardo                | 3:00     |  |
| 8.  | «A don Ata» (con Natalia Pastorutti)            | Mario Álvarez Quiroga                        | 3:10     |  |
| 9.  | «A Gualeguaychú» (con Natalia Pastorutti)       | Humberto Echazarreta y Vicente Saitta        | 3:16     |  |
| 10. | «A mi Corrientes Porá»                          | Lito Bayardo                                 | 2:28     |  |
| 11. | «Puerto Tirol»                                  | Marcos Ramírez y Heráclito Pérez             | 2:00     |  |
| 12. | «Canción de las Simples Cosas»                  | César Isella y Armando Tejada Gómez          | 3:20     |  |

## Posicionamiento en las listas
| Listas (1997)     | Mejor posición |
| ----------------- | -------------- |
| Argentina (CAPIF) | 3              |

## Curiosidades
- Se grabó en tan sólo 8 horas.
- Estuvo entre los 10 discos más vendidos de Argentina durante 1 año y medio.
- Las ventas superaron las 900.000 copias.
- Premio Nacional S.A.D.A.I.C. a artistas noveles en Cosquín. Enero de 1996

## Músicos
- Alberto Arauco (Segunda guitarra)
- Jorge Calcaterra (Primera guitarra)
- Héctor López (Bombo)
- Fernando Primero (Teclados, melódica, Técnico de grabación y dirección general)

Invitada especial: Natalia Pastorutti
Masterización: Edgardo Suárez
Arte de Tapa: Carolina Sanantonín
Fotos: Estudio Massa

## Certificaciones y ventas
| País      | Organismo certificador | Certificación | Ventas certificadas | Ref.  |
| --------- | ---------------------- | ------------- | ------------------- | ----- |
| Argentina | CAPIF                  | Diamante      | 620 510             | [ 4 ] |